# Хартель, Лис
Лис Хартель (дат. Lis Hartel, встречается написание имени Лиз; 14 марта 1921, Хеллеруп, Копенгаген — 12 февраля 2009, Копенгаген) — датская спортсменка (конный спорт), серебряный призёр Олимпийских игр 1952 и 1956 гг. по выездке.
В 1944 году, в возрасте 23 лет, переболела полиомиелитом, была частично парализована, но смогла вернуться в большой спорт.